# Tullgrenius vachoni
Tullgrenius vachoni är en spindeldjursart som beskrevs av E.N. Murthy 1962. Tullgrenius vachoni ingår i släktet Tullgrenius och familjen Atemnidae. Inga underarter finns listade i Catalogue of Life.